# Peter Maivia
Fanene Leifi Pita Maivia (6 de abril de 1937 - 13 de junho de 1982), foi um lutador de wrestling profissional samoano, mais conhecido pelo seu ring name "High Chief" Peter Maivia. Ele foi conhecido por integrar a famosa família Anoa'i. Foi avô do superstar da WWE e ator Dwayne Johnson, além de ter sido promotor nas federações da National Wrestling Alliance. Maivia também participa de um dos dos filmes de James Bond, You Only Live Twice (1967), como um capanga japonês que luta contra Bond (Sean Connery).